# 朗德瓦萨桥
朗德瓦萨高架桥（德語：Landwasserviadukt）是瑞士雷蒂亚铁路在格劳宾登州朗德瓦萨的单轨铁路高架桥。
这桥高65米，136英尺长，弯曲，一端是在朗德瓦萨的西边入口。
这座桥由穆勒和Zeerleder建于1901年3月，1902年十月第一列火车通过。

## 概念
Schmitten，长度136米和65米的高度取决于南峡谷。1901年至1903年间建成。雷蒂亚铁路（RnB）已使用，冰川快车也通过此桥。 Firizuru列车通过隧道传递开始216米。已成为外的隧道，这是直接连接到隧道瓦萨厂桥头悬崖。朗德瓦萨桥在德国米勒和Zeerleder建筑公司工程师弗里德里希冯亨宁负责的桥梁建筑。 高架桥有100米半径曲线，制地为石灰石，有五个20米跨度组成。
阿尔布拉铁路瓦萨大桥建设工程1898年开始。工作是在第11项，建成55座桥梁和39隧道。其中是一个侏儒峡谷瓦萨超出了最困难的一点。 1901 [日]桥的建设始于1902年，10月不得不通过一些列车了。1903年7月1日，阿尔布拉铁路尚未完成，大桥是服务欠幅脉冲瓦萨启动。
瓦萨桥是瑞士邮政1949年发行60瑞分邮票的主题。

## 图库

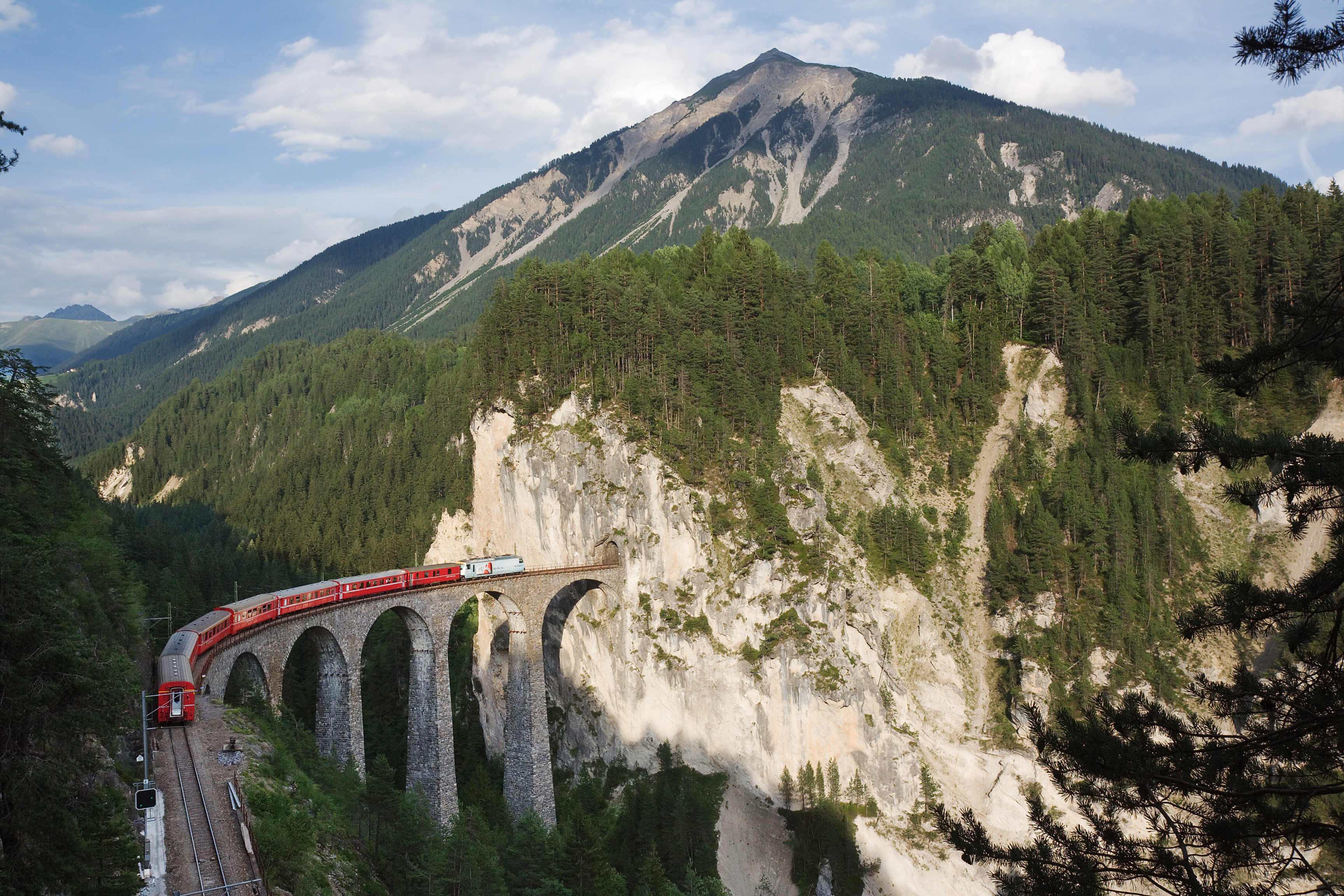
鸟瞰
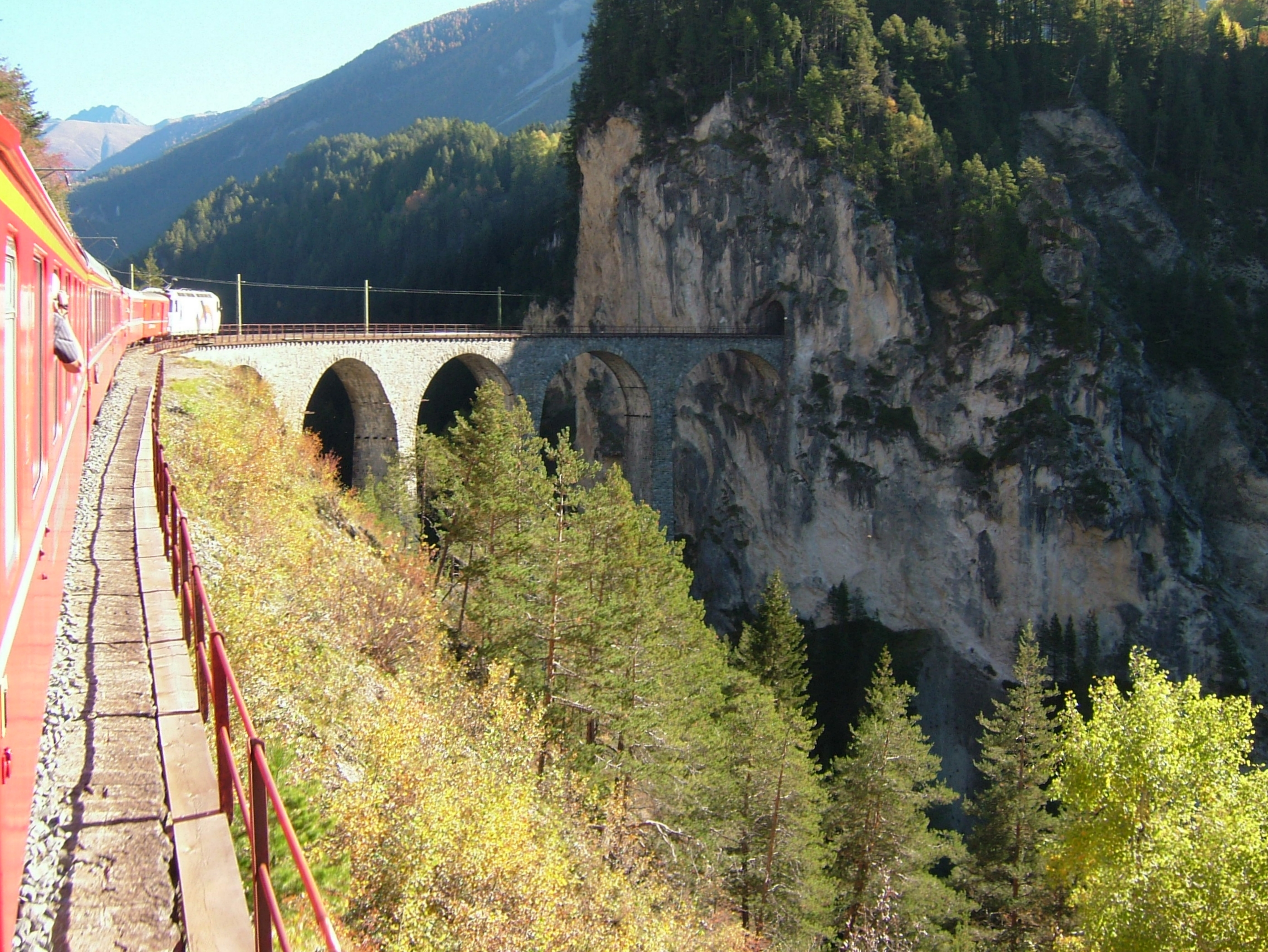
Approaching from Tiefencastel
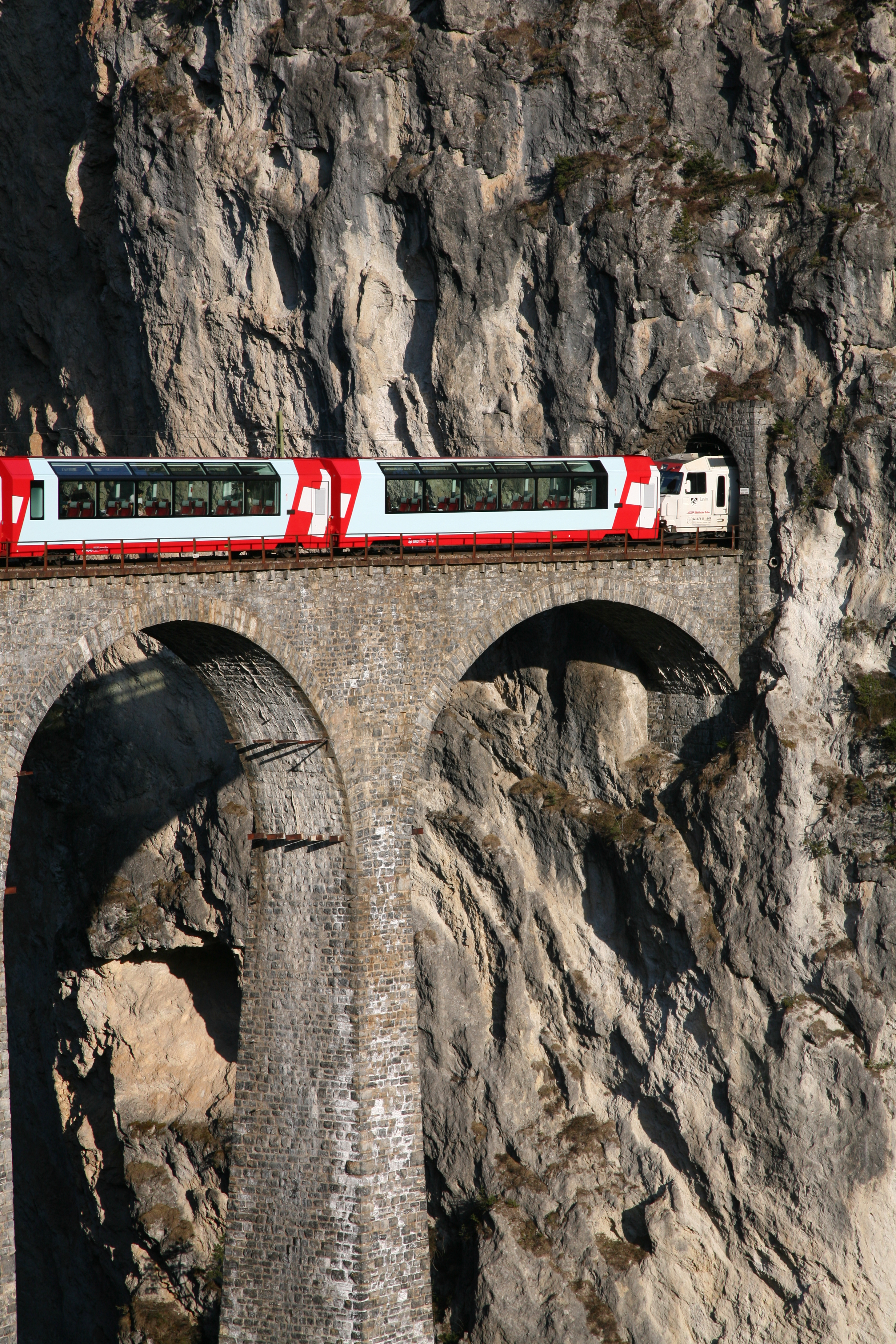
冰河特快全景列车进入朗德瓦萨隧道
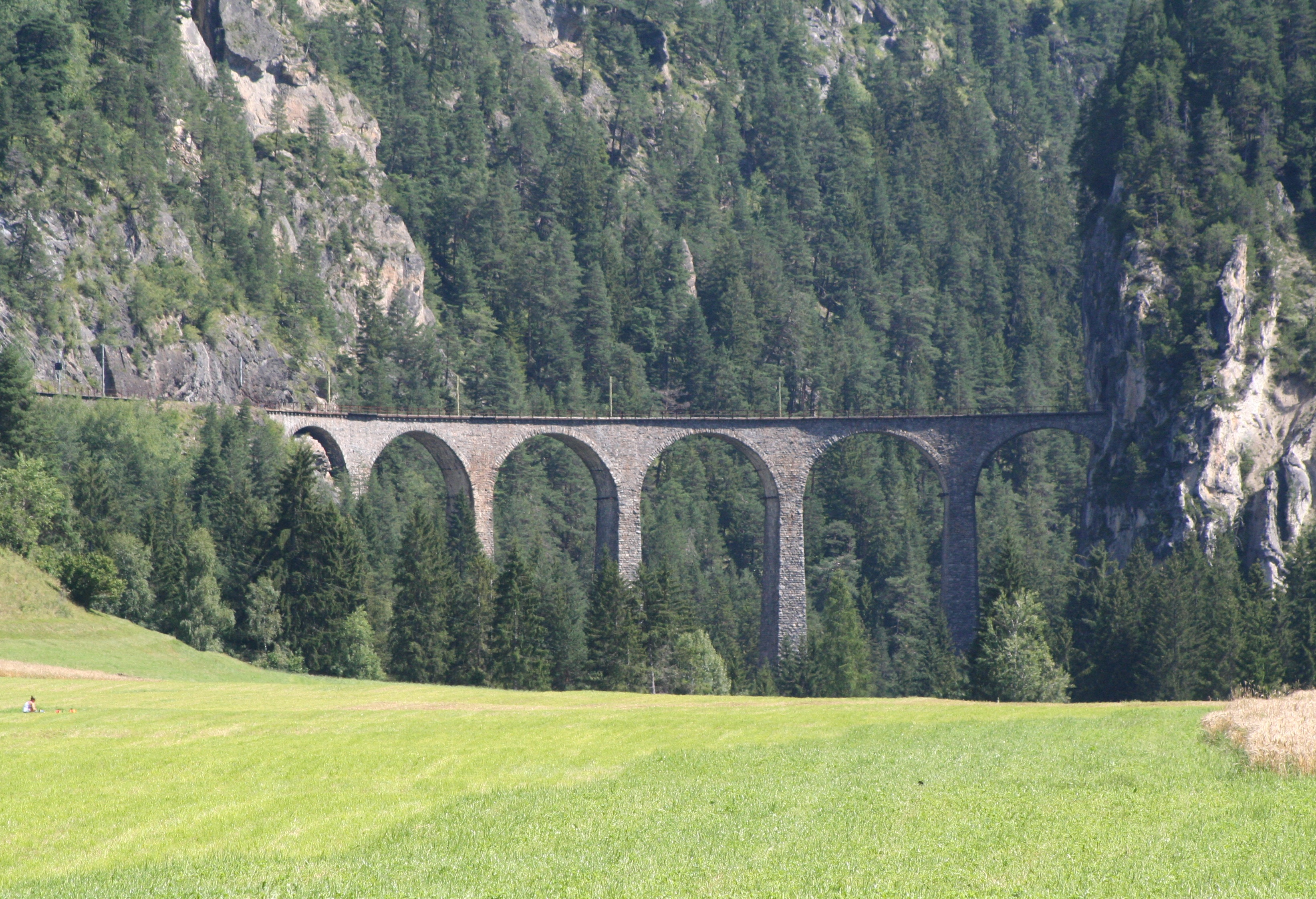
从公路上眺望大桥
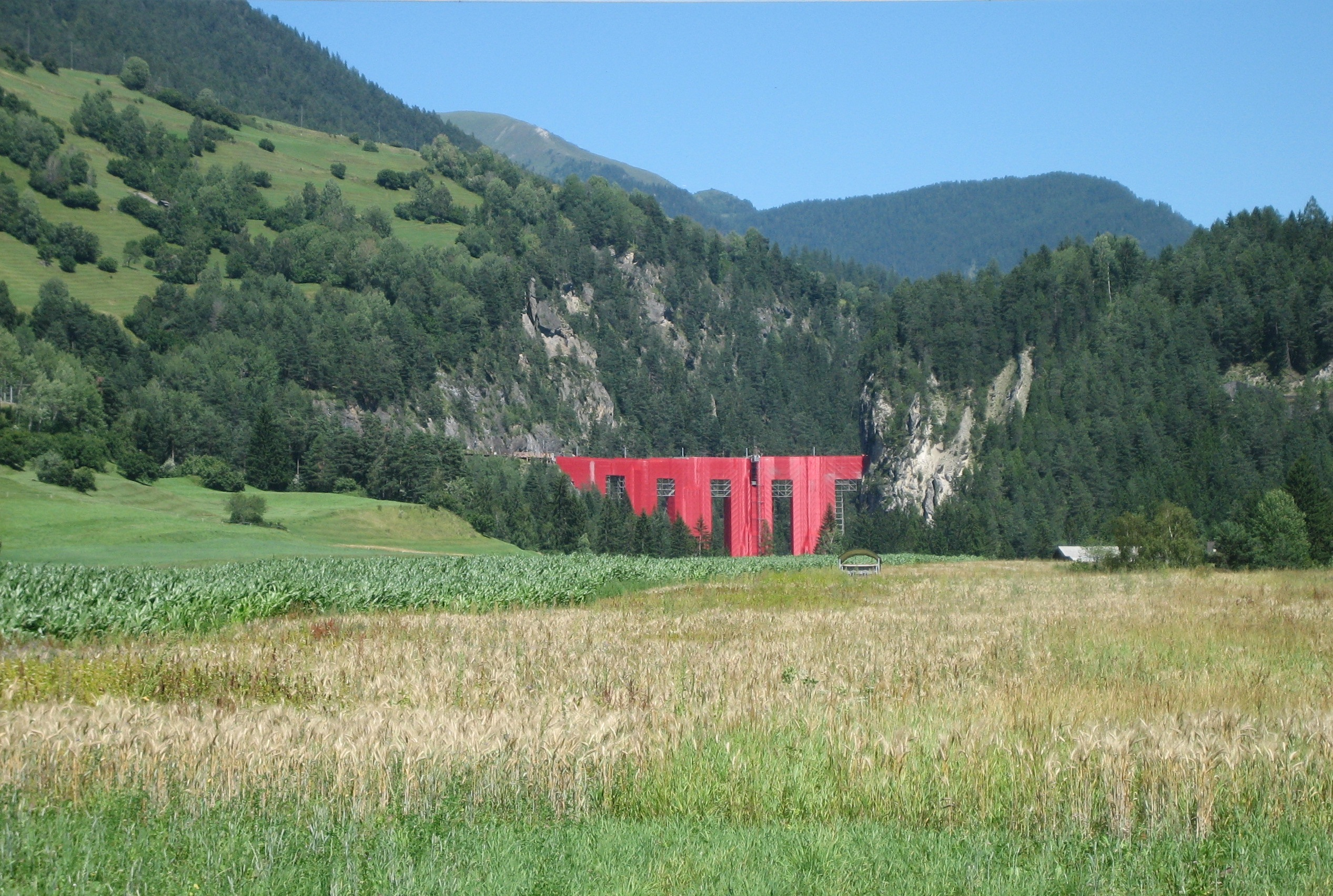
2009夏天整修中